# شعار القبائل
شِعار القبائل هو كل عِبارة خاصة بين أفراد قبيلة أو فئة مقاتلة ليتعرّف بها بعضهم على بعض وليُحرّض بعضهم بعضًا ولإخافة عدوهم، وهي الأصل القديم للكلمات السرية والرموز بين الجنود في الحروب المعاصرة، وما زالت لعشائر العرب شعارات يُسمّونها نخوة.

## الشعار في اللغة
اسْتَشْعَرَ القومُ إِذا تداعَوْا بالشِّعار في الحرب؛ وقال النابغة الذبياني:
يقول: غزاهم هؤلاء فتداعوا بينهم في بيوتهم بِشعارهم، وأَشْعَرَ القومُ: نادَوْا بشعارهم.

## الشعار في الفقه
تقال كلمة الشعار بمعنى «علامة» لثلاثة استعمالات:
- الراية التي تحملها كل فئة أو عشيرة ويسيرون تحتها إلى الحروب وتتميز كل فئة برايتها.
- علامة تتميز بها كل فئة، كأن يتوشّحوا بخِرقٍ ذات ألوان تميّزهم من غيرهم.
- نداء تتعارف به كل قبيلة، فإذا قال بعضهم لبعض يا آل فلان اجتمَعوا أو دافَعَ بعضُهم عن بعض وتضافروا، فهذا كله وإن لم يكن فقهًا فهو سياسة لحفظ مصالح الجيش.[5]

و قال الحجاوي «ويجعل الأميرُ لكل طائفة شعارًا يتداعون به عند الحرب»، وذُكِرَ في بيان واجبات أمير الجيش «أن يجعل لكل طائفة شعارًا يتداعون به، ليصيروا به متميزين، وبالاجتماع به متظافرين».

## الشعار في القرآن
كان شعار المسلمين في غزوة الخندق قولهم «حم، لا يُنصرَون» و {حم} هي آية من القرآن.

## الشعار في السنة النبوية
روى البيهقي في السنن الكبرى عدة أحاديث في «باب ما جاء في شعار القبائل ونداء كل قبيلة بشعارها»، وذكر شعارات قيلت في العهد النبوي:
- عن عروة بن الزبير قال: جعل رسول الله - صلى الله عليه وسلم - شعار المهاجرين يوم بدر: يا بني عبد الرحمن، وشعار الخزرج: يا بني عبد الله، وشعار الأوس: يا بني عبيد الله، وسمّى خيلَه يا خيل الله.[10]
- عن سلمة بن الأكوع قال: غزوت مع أبي بكر - رضي الله عنه - زمن رسول الله - صلى الله عليه وسلم - فكان شعارنا: يا منصور أَمِتْ أَمِتْ[11] (تحريض على إماتة الأعداء وتفاؤل بموت الخصم).[12]
- روى أبو صفرة أنّ الرسول محمدًا قال: إن بَيّتُّم فْليَكُنْ شعارُكم «حم لا ينصرون»[13] (التبييت هو الإغارة والمباغتة ليلًا).[12]
- رُوي حديثٌ مرسلٌ أنّ النبي محمدًا استقبل وفد قبيلة الأزد وجعل شعارهم «يا مبرور».[2][2]

## في التاريخ

### 
ذكر الحافظ ابن كثير أن شعار المسلمين في موقعة اليمامة سنة 11 الهجرية كان [محمداه]"، قال ابن الأثير في كتابه الكامل في التاريخ "ثم برز خالد ودعا إلى البراز ونادى بشعارهم، وكان شعارهم: يا محمداه! فلم يبرز إليه أحدٌ إلا قتله. ودارت رحا المسلمين".

### المرابطون
المرابطون اسمٌ كان في أصله شعارًا للقبائل الصنهاجية التي تصدّت للدعوة في المغرب والصحراء في القرن الهجري الخامس، فكانت كلمة «مرابطون» شعارَ الملتحقين بلواء الحركة.

### المغول
حين تقاتل الملك طقطا بن منكوتمر بن هولاكو مع نوغيه، قُتلَ نوغيه، وهُزمَ جيشُه، واستتروا بظلام الليل واختفوا في غمار جيش طقطا، وتنادوا بشعارهم  ليظنوا أنهم من أصحابهم، وكان شعارهم على ما حكاه من شهد الوقعة معهم: اتلَ بايق، فسلموا في تلك الليلة.

## مقاصد الشعار
- ليتعارف الحلفاء والمنتمون لفئة واحدة ويتعاونوا على غيرهم لأن المتقاتلين في الحروب يتلثمون فلا يُعرف أحدهم بهيئته بل بالشعار والنخوة المُسمّاة المتفق عليها بينهم، وإذا انتخى رجل فيجب على رجال عشيرته أن يستجيبوا له ما لم يكن مقصود النخوة هو تحريض بعض العشيرة على بعض.[3]
- إخافة العدو.[17]
- التفاؤل بمعاني الشعار.[18]
- إذا اغتاظ الرجل أو انبعث أو افتخر أو تعجّب.[3]

## نَخْوة العشائر
| قومٌ إذا الشرُّ أبدى ناجِذَيه لهم طاروا إليه زَرافاتٍ ووُحدانا لا يسألون أخاهم حينَ يندُبُهم في النائبات على ما قال برهانا |
| —قريط بن أنيف                                                                                                   |

ما زال حتى الآن شعار القبائل متوارثاً بين العرب، وله عدة أسماء مترادفة أو متقاربة المعاني، كالعَزْوة والنخوة والصيحة والندبة، قال شكيب أرسلان «جرت العادات عند العرب بأن يتخذ عشائرهم أسماء خاصة يتنادون بها في ميادين القتال، فهؤلاء يقال لهم «إخوة بلجاء» وهؤلاء يقال لهم «إخوة شيخة» وأولئك يقال لهم «رعاة العليا» أو «فرسان الصباح» وما أشبه ذلك من الألقاب والكُنى»، وقد استقصى شكيب أرسلان النخوات بين عشائر الشام، واعتقدَ أنّ اسم النخوة القديم هو الاكتناء، غيرَ أنه لم يذكر مصدر هذه التسمية، وقال «إنه لمعلوم أن لكل مبارز شعارا ينادي به في ميدان الحرب، وهذا هو المسمى عند الماضيين بالاكتناء وعند المعاصرين بالنخوة، وهي في اللغة العظمة والفخر: يقولون انتخى عليه افتخر وتعظم. وحيث كان المنتخي أكثر ما ينتخي على طريق الكنية كأن يقول: أنا أبو فلان وأخو فلان جعل هذا المذهب من الفخر في ساحة القتال اكتناء وسمي هذا الاكتناء انتخاء. ومنه قول الإمام علي رضي الله عنه: أنا أبو حسن القرم ومنه: أنا الغلام الغفاري. وقد ورد في الحديث: رأيت علجا في القادسية وقد تكنى وتحجى والتكني هو هذا والتحجي هو الزمزمة على عادة الفرس.»، والنخوة هي شعار ونداء لطلب المساعدة بين أفراد القبيلة وللتفاخر بينها، ولكل عشيرة نخوة واحدة أو أكثر يتعارفون ويتنادون بها، كأنها كلمة سرّ، وكثيرًا ما يكون لفظ النخوة مشتقًّا من اسم أسلاف وجهاء العشيرة، وإذا نُودِيَ بالنخوة استجاب كل أفراد العشيرة ولو كان بينهم خصومات خاصة، ولا يسألون المستغيث بهم عن دليل صدقه، بل يهبّون لنجدته فوراً.، والظاهر أن كلمة «نخوة» أصلها «إنّا إخوة»، وأصبحت النخوة من علامات وجود قرابة بين العشائر، فإذا أشكل على عشيرة صلتها بعشيرة أخرى فإن اتحاد النخوة يُعدّ علامة على أنهما من أصل واحد، ولكن لا يكون تشابه النخوة وحده دليلاً على القرابة.

### صِيغ النخوات
أخو فلان وأخو فلانة، وابن كذا، وولد كذا، وأهل كذا، وراعي كذا، ومن يقول ذلك يُسمّى قولُه نخوة وانتخاء، يقولون انتخى فلان: أي نادى بمثل هذه الصيغ.

### أنواع النخوة
- نخوة خاصة تدلّ على نسب العشيرة، يتنادي بها أهل العشيرة فيما بينهم.
- نخوة تحالف يتشارك فيها عدة قبائل متحالفة.[18][25]

## نخوات عشائر العرب
| أولاد بدر                 | عشائر البدور                    | عنزة                 | . |     |     | |
| آلاد سالم                 | العتوب                          |                      | آلاد سالم معناها أولاد سالم، وقد كانت هذه نخوةً لكل العتوب إلى أن سكنوا في الكويت، وبقيت حتى بعد انتصار آل صباح في معركة الرقة. قالت ميمونة خليفة الصباح "يقول الشيخ محمد بن عيسى آل خليفة، في رسالة جوابية للاستاذ سيف مرزوق الشملان بتاريخ 4 ذي الحجة 1374هـ «إننا آل خليفة وآل الصباح كلنا عنزة من قبيلة العمارات أبناء تغلب بن وائل، ونستطيع أن نذهب أكثر من ذلك فنقول إن للأسرتين رباط قربى أكبر من اعتبارهم من قبيلة واحدة، فهما تنتميان إلى نفس الفخذ (جميلة) وإلى نفس الفرع (شملان)، ولا نستبعد أن يربطهم جد واحد، حيث كانت عزوتهم وشهرتهم عند هجرتهم من موطنهم (الهدار) (ألاد سالم - أي أولاد سالم) كما يقول الشيخ عبدالله بن خالد آل خليفة وزير العدل والشؤون الإسلامية السابق رئيس مركز الوثيقة بالبحرين. |     |     | |
| العوجا                    | الدولة السعودية                 |                      | نخوة العوجا هي نخوة الدولة السعودية، يذكرها السعوديون في أهازيجهم الوطنية، والعوجا هي اسم لبلدة الدرعية، عاصمة إمارة الدرعية التي سُميت في العصر الحديث الدولة السعودية الأولى. |     |     | |
| معن                       |                                 | طيء                  | معن هي نخوة طيئ الأساسية ونخوة عشيرة السناجرة من طيئ. |     |     | |
| خيال البويضه جلوي         | الصكور                          | عنزة                 | |     |     | |
| عيال زايد                 | زايد بن خليفة بن شخبوط آل نهيان | آل نهيان             | ذُكر الشعار مدحاً لزايد بن خليفة بن شخبوط آل نهيان، المتوفى سنة 1909م، بلسان الشاعر يعقوب الحاتمي، إذ قال عيال زايد دوم ما عنهم مفر...ماخذين الثار من عين التبيل … يسحبون الجيش والبيرق حَمَر... كالتهاب النار يلظي وسط ليل، ويقال الشعار للحكام في الإمارات، ولأبناء الإمارات عموماً. |     |     | |
| أولاد علي                 | العقيلات وأهل القصيم            |                      | العقيلات جمع عقيلي، وهي كانت اسم مهنة تجار القصيم، وللمشاركين للتجار في الرحلة إلى العراق والشام ومصر لبيع منتجاتهم الصحراوية كالإبل والغنم ومنتجاتها، وشراء الأطعمة من تلك البلدان وجلبها إلى إقليم نجد، لا ينتسب العقيلات إلى عشيرة واحدة، بل هم عدة أسر، كل أسرة تنستب إلى قبيلة، نخوة العقيلات أولاد علي، قيل: إن عليّاً من أجداد آل أبو عليان حكام بريدة السابقين، وقيل: إنها أولاد علي هي نخوة الدهامشة من عنزة، وكان آل عليان قد تحالفوا مع الدهامشة وتآزروا في معارك، فاشتركوا في نخوة أولاد علي، ثم أصبح النخوة لأهل القصيم عموماً. |     |     | |
| أولاد عگ‍اب                 |                                 | الجنابيون            | عشائر الجنابيين تعود بانتمائها إلى سبعة من الأشقاء، هم من أولاد محمد بن علي بن عكاب، ونخوتهم العامة هي (أولاد عكاب)، ولهم نخوة أخرى هي إخوة عليا. |     |     | |
| أولاد حسن                 |                                 | الظفير               | نسبة إلى حسن أبا ذراع، وسبب تسميتهم بهذا الاسم لأن جدهم حسن ولد وفي كلتا ذراعيه طول مفرط. |     |     | |
| نورا                      | دواسر محافظة البصرة             | قبيلة الدواسر        | |     |     | |
| أخو صيتة                  | عبد الله بن عبد العزيز          | آل سعود              | صيتة هي أخت الملك عبد الله الشقيقة. |     |     | |
| إخوان بتلا                | عشيرة آل هذّال                   | عنزة                 | |     |     | |
| أولاد علي غريب الدار      | الدهامشة                        | عنزة                 | |     |     | |
| مضية                      | الدهامشة                        | عنزة                 | |     |     | |
| شريدة الفرسان             | عشيرة الفروم                    | بنو علي من قبيلة حرب | شريدة الفرسان كان أحد فتيان الفرم، قُتل إخوته الفرسان، فامتطى فرس أحد إخوته وهرب إلى قومه، فهو الشارد المنسحب بعد أن قُتل إخوته. |     |     | |
| أخو حسنا                  | عشيرة الفروم                    | بنو علي من قبيلة حرب | حسنا هي أخت عبد المحسن الفرم، وكان ينتخي باسمها. |     |     | |
| أولاد عطا                 | العوازم                         |                      | كما يقال لهم العطوان نسبةً إلى جدّهم عطا |     |     | |
| أخو رثعة                  | عبد العزيز ابن رشيد             | آل رشيد              | |     |     | |
| باش                       | القراغول                        | دليم وشمر            | |     |     | |
| عمور                      | خفاجة                           | خفاجة                | ولهم نخوة أخرى هي عامر. |     |     | |
| زيود                      | بنو مالك                        | بنو مالك             | ولهم نخوة أخرى هي مزايدة، ومالك. |     |     | |
| إخوة عامر                 | بنو أسد                         | بنو أسد              | ويقال كذلك أولاد عامر. |     |     | |
| هبس                       | بنو خالد                        | بنو خالد             | ويقال لهم كذلك هبوس وأولاد هباس. |     |     | |
| إخوة نورة                 | آل سعدون                        | آل سعدون             | ونورة هي ابنت الشريف حسن الذي ينتسب إليه آل سعدون، وقد توفيتْ فحزن عليها أبوها، وصار اسمها نعاراً (نخوة) آل سعدون. |     |     | |
| سلايل عبس                 | بني رشيد                        | بني رشيد             | نسبتاً لجدهم رشيد بن مرشود بن عبس بن غطفان .< | شَمَّر | شَمَّر | قيل إن معنى سناعيس هو سنا العيس، أي سوقها بشدة، وقال أنستاس الكرملي "أصلها (قناعيس) ومفردها قنعاس وهو الرجل الشديد وان القاف يبدل بالسين في بعض اللهجات مثل ساحة، و (قاحة)". |
| إخوة فاطمة                | خزاعة                           | خزاعة                | |     |     | |
| الهيلا                    | غامد                            | غامد                 | ولهم نخوة أخرى هي "خيالة الحردا". |     |     | |
| زيود                      | كل عشائر بني زيد                | بنو زيد              | |     |     | |
| جاحش                      | الجحيش                          | زبيد                 | |     |     | |
| العرجة أو راعي العرجة     | اللهيب                          | الجُبور               | |     |     | |
| إخوان نورة                | آل سعود                         | بنو حنيفة            | نورة هي أخت الملك عبد العزيز، وكانت تشجعه على القتال وترفع هِمّته، وفي ساعات التحدي والصعاب كان عبد العزيز ينتخي فيقول "أنا أخو نورة"، وقد أصبح اسم نورة أول أسماء الإناث في السعودية عام 1436 هـ، إعجاباً بأخت الملك عبد العزيز. وسُمّيتْ جامعة الأميرة نورة على اسم نورة أخت عبد العزيز. |     |     | |
| أخو هدلة                  | صدام حسين                       | البيكات              | وهي نخوة لعشيرة اللطيفات، واللطيفات والبيكات كلتاهما تنتسبان إلى ألبو ناصر. |     |     | |
| إخوان مريم                | آل صباح                         | العتوب               | مريم هي ابنة عبدالله بن صباح بن جابر الصباح الحاكم الثاني للكويت، خطبها ابن شيخ بني كعب فرفض آل صباح طلبه، فقام بنو كعب بشنّ غارة على الكويت فتصدّى لهم أهل الكويت في معركة الرقة وجعلوا نخوتهم منذئذٍ "إخوان مريم"، وأُنتج مسلسل كويتي اسمه إخوان مريم. |     |     | |
| شو .. حو .. الشحّي المهيوب | الشحوح                          | طيء                  | |     |     | |
| دارم، دروم، أولاد حسن     | نخوة عامة                       | بنو تميم             | |     |     | |
| عيال الأبرز               | العقيدات                        | طيء                  | رُوي أن معركة حدثت بين جنود من تنظيم الدولة الإسلامية (داعش)، وعشيرة الشعيطات التي هي إحدى عشائر العقيدات، فكان الشعيطات يهتفون بنخوتهم "عيال الأبرز"، وكان بعض جنود داعش التونسيين يتساءلون عن "عيال الأبرز"، ما هم؟، فقال لهم جنود سوريون من داعش، إن ذلك وثن تعبده تلك العشيرة، وقد قالوا ذلك لأنهم يعلمون أن اللهجة لا يفهمها البعيدون عن المنطقة، وليحرضوهم على القتال. |     |     | |
| سعدى                      | ربيعة                           |                      | يقال: إن امرأة من بني عكبة من بني ركاب أخفت الامير لما أصابه من خطر، فصاروا ينتخون بها. |     |     | |
| آلاد عامر                 | سبيع                            |                      | آلاد عامر تعني أولاد عامر بن صعصعة الذي تنتسب إليه قبيلة سبيع، ولهم نخوة أخرى هي خيالة العرفاء. |     |     | |
| عامر                      | ربيعة                           |                      | نخوة عامة لكل ربيعة. |     |     | |
| تغالبة                    | ربيعة                           |                      | نخوتهم الأولى، واختص بها أمراء ربيعة. |     |     | |
| أولاد غانم                | صلبة                            | صلبة                 | |     |     | |
| عيال العود                | الشرارات                        |                      | |     |     | |
| إخوة علية                 | العيدان                         | عنزة                 | . |     |     | |
| إخوة چلبي                 | عشائر كريط                      | كريط{٨٨}             | نخوة لجميع عشائر قبيلة كريط.موسى احمد الكريطي |     |     | |

|خيال الرحمة راعي القرحة|| الشدادي || البرازي || عين العرب